# Oegekloostermolen
Oegekloostermolen – wiatrak w miejscowości Hartwerd w gminie Súdwest Fryslân w prowincji Fryzja w Holandii wzniesiony w XIX w. w celu osuszania okolicznych polderów. Pracował do 1989 r. Był restaurowany w latach 1970 i 1985. Posiada jedno piętro. Jego śmigła mają rozpiętość 9,10 m. Wiatrak służy głównie do pompowania wody za pomocą śruby Archimedesa.